# تكاثر متغاير الأعراس
تكاثر متغاير الأعراس هو مصطلح يطبَّق على مجموعة متنوعة من الظواهر المتميزة في مجالات علمية مختلفة.

## في العلوم

### علم الاحياء التناسلي
في علم الأحياء التناسلي، تكاثر متغاير الأعراس هو تناوب أجيال منظمة بشكل مختلف، يُطبَّق على التناوب بين الجيل المتوالِد بكريًا والجيل الجنسي. يحدث هذا النوع من التغاير على سبيل المثال في بعض حشرات المن.
بالتناوب، غالبًا ما يستخدم تكاثر متغاير الأعراس أو متغايِر الأَعراس كمرادف لمولد الأعراس المتغايرة، مما يعني وجود اثنين على عكس الكروموسومات في الجنس. على سبيل المثال، يطلق على الذكور إكس واي والإناث زيد واي الجنس متغاير الأعراس.

### علم الأحياء الخلوي
في علم الأحياء الخلوي، يعد تكاثر متغاير الأعراس مرادفًا للتكاثر متباين الأمشاج، وهي حالة وجود جاميتات مختلفة الحجم من الذكور والإناث تنتجها أجناس مختلفة أو أنواع تزاوج في نوع ما.

### علم النبات
في علم النبات، يكون النبات متغايِر الأَعراس عندما يحمل نوعين مختلفين على الأقل من الأزهار فيما يتعلق بتركيبها التناسلي، على سبيل المثال الزهور الذكرية والأنثوية أو الزهور المخنثة والإناث.
الأسدية والكاربيل ليست موجودة بانتظام في كل زهرة أو زهرة.

## علوم اجتماعية
في علم الاجتماع، يشير تكاثر متغاير الأعراس إلى زواج بين شخصين يختلفان في معيار معين، ويتناقض مع زواج الأقارب أو الاتحاد بين الشركاء المتطابقين وفقًا لهذا المعيار. على سبيل المثال، يشير تكاثر متغاير الأعراس العرقي إلى الزيجات الشاملة أفرادًا من مجموعات عرقية مختلفة. يشير تغاير العمر إلى الزيجات المنطوية على شركاء من أعمار مختلفة بشكل كبير. يستخدم التغاير والزواج المثلي أيضًا لوصف الزواج أو الاتحاد بين أشخاص من الجنس المختلف والمماثل (أو الجنس) على التوالي.